# WTA-toernooi van Bangalore
Het WTA-toernooi van Haiderabad/Bangalore was een tennistoernooi voor vrouwen dat in India werd georganiseerd – eerst in Haiderabad (2003–2005) en aansluitend in Bangalore (2006–2008). De laatste officiële naam van het toernooi was de Canara Bank Bangalore Open. De eerste drie edities (in Haiderabad) vielen in de categorie Tier IV van de WTA-tour. Van de drie edities in Bangalore vielen de eerste twee in de categorie Tier III en de laatste in de categorie Tier II. Er werd gespeeld op een hardcourt-buitenbaan. Door de hervorming binnen de WTA verdween dit toernooi vanaf 2009 van de WTA-kalender. Serena Williams was de laatste winnares.

## Officiële namen
Het toernooi heeft de volgende officiële namen gekend:
- 2003: WTA Indian Open
- 2004: ING Vysya Open
- 2005: Hyderabad Open
- 2006: Bangalore Open
- 2007: Sony Ericsson International
- 2008: Canara Bank Bangalore Open

## Finales

### Enkelspel
| Datum      | Naam                            | Cat.     | ($)     | Ondergrond        | Winnares            | Verliezend finaliste | Uitslag       |         |
| ---------- | ------------------------------- | -------- | ------- | ----------------- | ------------------- | -------------------- | ------------- | ------- |
| 2003-02-03 | WTA Indian Open (H)             | Tier IV  | 140.000 | hardcourt, buiten | Tamarine Tanasugarn | Iroda Tulyaganova    | 6-4, 6-4      | details |
| 2004-02-16 | ING Vysya Open (H)              | Tier IV  | 140.000 | hardcourt, buiten | Nicole Pratt        | Maria Kirilenko      | 7-6, 6-1      | details |
| 2005-02-07 | Hyderabad Open (H)              | Tier IV  | 140.000 | hardcourt, buiten | Sania Mirza         | Aljona Bondarenko    | 6-4, 5-7, 6-3 | details |
| 2006-02-13 | Bangalore Open (B)              | Tier III | 175.000 | hardcourt, buiten | Mara Santangelo     | Jelena Kostanić      | 3-6, 7-6, 6-3 | details |
| 2007-02-12 | Sony Ericsson International (B) | Tier III | 175.000 | hardcourt, buiten | Jaroslava Sjvedova  | Mara Santangelo      | 6-4, 6-4      | details |
| 2008-03-03 | Canara Bank Bangalore Open (B)  | Tier II  | 600.000 | hardcourt, buiten | Serena Williams     | Patty Schnyder       | 7-5, 6-3      | details |

(H) = Haiderabad, (B) = Bangalore

### Dubbelspel
| Datum      | Naam                            | Cat.     | ($)     | Ondergrond        | Winnaressen                          | Verliezend finalistes                   | Uitslag          |         |
| ---------- | ------------------------------- | -------- | ------- | ----------------- | ------------------------------------ | --------------------------------------- | ---------------- | ------- |
| 2003-02-03 | WTA Indian Open (H)             | Tier IV  | 140.000 | hardcourt, buiten | Jelena Lichovtseva Iroda Tulyaganova | Jevgenia Koelikovskaja Tatjana Poetsjek | 6-4, 6-4         | details |
| 2004-02-16 | ING Vysya Open (H)              | Tier IV  | 140.000 | hardcourt, buiten | Liezel Huber Sania Mirza             | Li Ting Sun Tiantian                    | 7-6, 6-4         | details |
| 2005-02-07 | Hyderabad Open (H)              | Tier IV  | 140.000 | hardcourt, buiten | Yan Zi Zheng Jie                     | Li Ting Sun Tiantian                    | 6-4, 6-1         | details |
| 2006-02-13 | Bangalore Open (B)              | Tier III | 175.000 | hardcourt, buiten | Liezel Huber Sania Mirza             | Anastasia Rodionova Jelena Vesnina      | 6-3, 6-3         | details |
| 2007-02-12 | Sony Ericsson International (B) | Tier III | 175.000 | hardcourt, buiten | Chan Yung-jan Chuang Chia-jung       | Hsieh Su-wei Alla Koedrjavtseva         | 6-7, 6-2, [11-9] | details |
| 2008-03-03 | Canara Bank Bangalore Open (B)  | Tier II  | 600.000 | hardcourt, buiten | Peng Shuai Sun Tiantian              | Chan Yung-jan Chuang Chia-jung          | 6-4, 5-7, [10-8] | details |

(H) = Haiderabad, (B) = Bangalore
Haiderabad: 2003 · 2004 · 2005 / Bangalore: 2006 · 2007 · 2008
ITF-toernooien (mannen en vrouwen)

ATP-toernooien (mannen) – ATP-seizoen 2025

WTA-toernooien (vrouwen) – WTA-seizoen 2025

Voormalige toernooien mannen
Voormalige toernooien vrouwen
Voormalige amateurtoernooien